# Canal 4
Canal 4 (fino al 2019 Monte Carlo TV) è un canale televisivo uruguaiano. Fondato da Elvira Salvo nel 1961, è, dopo Saeta TV Canal 10, la più antica rete televisiva uruguaiana.